# 福島県道199号安子ヶ島停車場線
福島県道199号安子ケ島停車場線（ふくしまけんどう199ごう あこがしまていしゃじょうせん）は、福島県郡山市熱海町を通る一般県道である。

## 路線概要
- 起点：福島県郡山市熱海町安子島字出シ（JR磐越西線安子ヶ島駅前）
- 終点：福島県郡山市熱海町安子島字対面
- 総延長：1.661 km[1]
  - 実延長：総延長に同じ
- 路線認定年月日：1959年8月31日[2]

安子ケ島駅から北側の旧国道49号へ向かう路線であり、更に国道49号現道へ至る旧国道49号が路線認定されている。

### 道路施設
- 香導橋

## 通過する自治体
- 福島県
  - 郡山市

## 接続・交差する道路
- 国道49号（熱海町安子島字対面 終点）

## 沿線
- JR東北本線 安子ケ島駅
- 郡山市立安子島小学校